# 三宅支廳
三宅支廳（日语：／ Miyake shichō */?）為東京都內的支廳之一。在事務機構上為東京都總務局的下屬單位。管轄町村為三宅村與御藏島村。